# Dordogne (reka)
Dordogne (antična Duranius, okcitansko Dordonha) je 483,1 km dolga francoska reka v južni osrednji in jugozahodni Franciji, desni pritok Garone tik pred izlivom v estuarij Gironde. Po njej je poimenovan departma Dordogne.
Dordogne in njeno porečje je UNESCO 11. julija 2012 razglasil za biosferni rezervat.

## Izvor imena
Tradicionalna razlaga imena reke se izvaja iz imen dveh hudourniških potokov Dore in Dogne, ki združena skupaj tvorita reko Dordogne.

## Zgodovina
Dolina Dordogne je bila poseljena že v železni dobi. Arheološka izkopavanja v Bergeracu so odkrila starodavne vinske amfore iz 1. in 2. stoletja pr. n. št., kar dokazuje obstoj starodavnih trgovskih poti z vinom med Galijo in starim Rimom, dolgo preden se je vinogradništvo razširilo po vsej Franciji. Uporaba reke se je nadaljevala v sodobnem času. Plovba po reki Dordogne kot celinski plovni poti je sprva nasprotovala njenim značilnostim divje reke. Šele sredi 19. stoletja, po izgradnji Canal de Lalinde ter številnih zapornic in jezov, je postal prevoz blaga s tovornimi ladjami po Dordogni med Argentatom in Bordeauxom donosen. Kljub zajezitvi so narava reke in njena sezonska nihanja gladine zahtevala tip čolna s plitkim ugrezom in popolno vodljivostjo. Te preprosto zgrajene gabare so običajno uporabljali le za prevoz blaga po reki, v končnem pristanišču so jih razstavili in prodali skupaj s tovorom. Običajni tovor na teh barkah je vključeval les iz zgornjega toka Auvergne, pa tudi sir, premog in sladke kostanje iz Limousina. Z razvojem železniške tehnologije v Evropi ob koncu 19. stoletja je komercialna rečna plovba po Dordogni popolnoma izgubila svoj pomen.

## Geografija
Dordogne nastane z združitvijo majhnih hudournikov nad mestom Le Mont-Dore: Dore in Dogne na pobočju Puy de Sancy v Centralnem masivu. Od tam teče v glavnem proti zahodu približno 500 kilometrov skozi regiji Limousin in Périgord, dokler se severno od Bordeauxa ne izlije v reko Garono, s katero tvori estuarij Gironde.

## Geologija
Dva izvira reke Dordogne izvirata iz vulkanskih kamnin Monts Dore - predvsem piroklastičnih usedlin, ki se imenujejo cineriti. Po njuni združitvi Dordogne najprej teče proti severovzhodu, da bi za Mont-Dore zavila proti zahodu. Pri Saint-Sauves-d'Auvergne prečka severovzhodni prelom in vstopi v kristalinsko podlago Centralnega masiva. Nato doseže zgornji karbonski Sillon houiller, ki mu sledi proti jugu-jugozahodu. Pri Bort-les-Orgues zapusti riftni prelom in nato teče skozi kristalinske hercinske kamnine – sljudni skrilavec, gnajse in granite - v jugozahodni smeri. Skalna podlaga je bila zravnana v predel v katerega se je Dordogne ponekod zarezala do 300 metrov globoko. Šele za mestom Beaulieu-sur-Dordogne vstopi reka v Akvitansko kotlino iz Centralnega masiva – smer toka je zdaj proti zahodu, dolina se razširi in meji na sedimentne kamnine jure vse do Carluxa. Kamnine jure so pretežno iz apnenca, ki se nagiba k oblikovanju zakraselih apnenčastih planot (francosko causses), debelih do 300 metrov. Primer takih procesov zakrasevanja, zanimiv za jamarje in turiste, je Émergence de Meyraguet, jami podoben izhod podzemne reke iz pečine Dordogne blizu Lacave. Od Carluxa do tik pred Bergeracom Dordogne nato prečka sedimente zgornje krede - v bistvu apnenec s fosili in peščenjakom, včasih rumenkasto obarvan apnenec. Pred Bergeracom se dolina spet razširi v skoraj 10 km široko aluvialno depresijo, ki jo spremljajo celinski, fluvialni molasni sedimenti eocena in oligocena. Ti pogoji ostanejo v veljavi do sotočja z Garonno.

### Pritoki
Glavni pritoki od izvira do izliva:
- (D) Chavanon;
- (L) Rhue;
- (D) Diège;
- (L) Sumène;
- (D) Triouzoune;
- (L) Auze;
- (D) Luzège;
- (D) Doustre;
- (L) Maronne;
- (L) Cère;
- (L) Bave;
- (D) Sourdoire;
- (L) Ouysse;
- (L) Céou;
- (D) Vézère;
- (L) Couze;
- (D) Caudeau;
- (D) Lidoire;
- (D) Isle.

Opomba: (D) = desni pritok; (L) = levi pritok

## Jezovi
- Jez Marèges
- Jez pri Bort-les-Orgues
- Barrage de l'Aigle (Orlov jez)
- Jez pri Argentatu
- Jez pri Bergeracu
- Jez pri Chastangu
- Jez pri Mauzacu
- Barrage de Tuilières

### Departmaji in kraji
Reka Dordogne teče skozi naslednje departmaje in kraje:
- Puy-de-Dôme: mesto Mont-Dore blizu izvira, La Bourboule
- Corrèze: Bort-les-Orgues, Argentat, Beaulieu-sur-Dordogne
- Lot: Souillac, Pinsac, Lacave, Meyronne, Creysse, Montvalent, Martel, Floirac, Carennac, Gintrac, Tauriac and Prudhomat;
- Dordogne: Beynac-et-Cazenac, Sarlat, Saint-Cyprien,  Bergerac
- Gironde: Sainte-Foy-la-Grande, Castillon-la-Bataille, Branne, Libourne, Bourg.

## Narava
Dordogne je ena redkih rek na svetu, ki kažejo pojav plimovanja, znanega kot maskaret.
Zgornja dolina Dordogne je vrsta globokih sotesk. Pečine, strmi bregovi, hitro tekoča voda in visoki mostovi privabljajo tako pohodnike kot voznike. Na več mestih je reka zajezena, da tvori dolga, globoka jezera. Kampi in počitniške hiše so se razširili povsod, kjer je dolina dovolj široka, da jih sprejme.
Pod Argentatom in okoli Beaulieu-sur-Dordogne se dolina razširi. Tu so rodovitna kmetijska zemljišča, dobro zalivani pašniki in sadovnjaki. V mestih, ki so zaradi svoje zgodovine in arhitekture glavne turistične znamenitosti, se ob pristaniščih vrstijo restavracije in bari. V Périgordu se dolina še bolj razširi in zajame eno glavnih gastronomskih regij Francije z vinogradi, perutninskimi farmami in gozdovi, bogatimi s tartufi.
Glavna turistična sezona v dolini Dordogne je od junija do septembra, z vrhuncem julija in avgusta. Življenjski slog in kultura doline Dordogne privabljata obiskovalce in priseljence iz vse Francije, pa tudi iz mnogih drugih držav, zlasti Velike Britanije in Nemčije.

## Gospodarski pomen
V nasprotju s sosednjimi metropolitanskimi regijami, kot so Bordeaux, Limoges ali Toulouse, je dolina Dordogne še vedno pretežno kmetijska, industrijsko nerazvita in jo zato prištevamo med francoske profonde. Največji gospodarski sektor na vplivnem območju Dordogne je živilska industrija. Regija Périgord je ena izmed izvrstnih francoskih dobrot. Poleg tega imajo številne rdeče in bele vinske kleti, kot so Vin de Domme, Pecharmant, Monbazillac, Saint-Émilion in Pomerol, dolgo tradicijo v okolici Bergeraca, vendar se Vins Bergeracois težko uveljavijo v mednarodni trgovini z vinom zaradi neposredne bližina bordojske trte.
Dordogne je danes ena izmed najbolj priljubljenih regij za vodne športe in pohodniške poti v Franciji zaradi svoje slikovite rečne doline, panoram vasi in gradov, ki so bili dobro ohranjeni in obnovljeni od srednjega veka, ter plitve reke.